# Emma Dahlström
Sofia Emma Olivia Dahlström (Torsby, 19 luglio 1992) è un'ex sciatrice freestyle svedese, specialista nello slopestyle e nel big air.

## Biografia
In Coppa del Mondo ha esordito il 8 febbraio 2013 a Silvaplana (4ª), ha ottenuto il primo podio il 10 gennaio 2014 a Breckenridge (2ª) e la prima vittoria il 27 febbraio 2015 a Park City. Nella stagione 2014-15 ha vinto la Coppa del Mondo di slopestyle.
In carriera ha preso parte a due edizioni dei Giochi olimpici invernali, Soči 2014 (5ª nello slopestyle) e Pyeongchang 2018 (11ª nello slopestyle), e a due dei Campionati mondiali (13ª a Park City 2011, 2ª a Sierra Nevada 2017).

## Palmarès

### Mondiali
- 1 medaglia:
  - 1 argento (slopestyle a Sierra Nevada 2017)

### Winter X Games
- 2 medaglie:
  - 1 oro (slopestyle ad Aspen 2015)
  - 1 bronzo (big air a Oslo 2016)

### Coppa del Mondo
- Vincitrice della Coppa del Mondo di slopestyle nel 2015
- Vincitrice della Coppa del Mondo di big air nel 2017
- Miglior piazzamento in classifica generale: 2ª nel 2017
- 14 podi:
  - 5 vittorie
  - 6 secondi posti
  - 3 terzi posti

#### Coppa del Mondo - vittorie
| Data             | Luogo          | Paese       | Disciplina |
| ---------------- | -------------- | ----------- | ---------- |
| 27 febbraio 2015 | Park City      | Stati Uniti | SS         |
| 4 marzo 2016     | Silvaplana     | Svizzera    | SS         |
| 3 settembre 2016 | El Colorado    | Cile        | BA         |
| 24 marzo 2017    | Myrkdalen-Voss | Norvegia    | BA         |
| 25 marzo 2017    | Myrkdalen-Voss | Norvegia    | BA         |

Legenda:

SS = Slopestyle

BA = Big air